# Рабочий молодёжный союз
Рабочий молодёжный союз (РМС, болг. Работнически младежки съюз, произносится ремс) — молодёжная организация, объединяющая трудовую молодёжь Болгарии. Его члены назывались ремсисты.

## История

### 1928—1947
Союз был создан 24 мая 1928 года по инициативе БКП (тесные социалисты), для легализации Болгарского коммунистического молодёжного союза.
С начала 1930-х годов взаимодействовала со студенческой организацией «Болгарский общенародный студенческий союз» (БОНСС).
В мае 1934 года союз был запрещён законом о защите государства и продолжил деятельность в подполье.
В 1940 году ремсисты активно участвовали в Соболевской акции, что было сопряжено с большим риском.
После 22 июня 1941 г, по указаниям Коминтерна и БРП(к), РМС начал партизанскую борьбу с находящимся в Болгарии немецкими войсками..
Активисты РМС участвовали в деятельности боевых групп БКП, партизанских отрядов Народно-освободительной повстанческой армии, являлись добровольными помощниками.
За время войны погибли пять руководителей РМС.
6 сентября 1944 года в Болгарии вошли войска 3-го Украинского фронта. Спустя три дня — 9 сентября, произошла Социалистическая революция, к власти пришло правительство Отечественного фронта, которое разрешило деятельность РМС.
В 1945 году на 5-м съезде РМС организацию возглавил Живко Живков.

### 1948—1989
22 декабря 1947 года на основе РМС был создан Союз народной молодёжи, который объединил в себе Болгарский земледельческий молодёжный союз, левое крыло Союза социалистической молодёжи и Молодёжного народного союза «Звено».
9 июля 1949 года, неделей позже смерти выдающегося болгарского коммуниста Георгия Димитрова, Союз народной молодёжи собрался на траурный конгресс, на котором союз изменил название на Димитровский союз народной молодёжи — ДСНМ.
На апрельском пленуме в 1956 году ДСНМ изменил название на Димитровский коммунистический молодёжный союз — ДКМС.
ДСНМ и ДКМС копировали деятельность, структуру и организацию Всесоюзного Ленинского Коммунистического союза молодёжи, применимо к условиям в Болгарии, вплоть до того, что сокращённое название организации было «Комсомол», а члены назывались — «комсомольцы».
Тезисите на другаря Тодор Живков и решенията на Декемврийския пленум на ЦК на БКП за работа с младежта и Комсомола очертаха качествено лов етап в младежкото движение в България. През 1968 година ЦК на БКП и Министерският съвет, редица обществени и държавни органи решиха множество въпроси, обуславящи материалната база на Комсомола, обезпечиха условия за разгръщане на техническото творчество на младото поколение. В прегледа за техническо творчество и майсторство на младежта, посветен на 25-годишния юбилей на свободата, се разработват 888 теми по НОТ. Броят на младите рационализатори достигна 7248 срещу 4500 през 1967 година, а икономическият ефект от техните предложения през 1968 година надмина 10 миллиона лева. За същото време селската младеж пое в бригадите за комплексна механизация нови 4 миллиона декара площи. Умножиха се ученическите заводи, цехове, работилници. По-плодоносни станаха усилията на българските студенти.Журналь «Космос», 1969 г., бр. 6 (болг.)
10 ноября 1989 года пленум ЦК БКП проголосовал за отставку своего генерального секретаря и председателя Государственного совета Народной Республике Болгарии Тодора Живкова, на продолжении 37 лет возглавлявшего социалистическую Болгарию. Тремя месяцами позже, в феврале 1990, ДКМС самораспустился на своём последнем конгрессе.